# Rastegān
Rastegān (persiska: رستگان, Rastehgān, رسته گان) är en ort i Iran.   Den ligger i provinsen Qom, i den centrala delen av landet, 170 km sydväst om huvudstaden Teheran. Rastegān ligger 1 943 meter över havet och antalet invånare är 141.
Terrängen runt Rastegān är huvudsakligen kuperad, men åt sydost är den platt.Runt Rastegān är det ganska tätbefolkat, med 100 invånare per kvadratkilometer. Närmaste större samhälle är Dastjerd, 7,9 km öster om Rastegān. Trakten runt Rastegān består i huvudsak av gräsmarker.